# Sportler des Jahres 2009 (Deutschland)
Die Sportler des Jahres 2009 in Deutschland wurden von mehr als 1400 Fachjournalisten gewählt und am 20. Dezember im Kurhaus von Baden-Baden ausgezeichnet. Veranstaltet wurde die Wahl zum 63. Mal von der Internationalen Sport-Korrespondenz (ISK). Zusätzlich wurde Britta Heidemann mit dem Sparkassenpreis 2009 für ihre Erfolge und ihr Engagement ausgezeichnet, mit dem sie ein Vorbild für junge Sportler ist.

## Männer
| Platz | Sportler         | Sportart       | Punkte | Erfolge in 2009                                                                 |
| ----- | ---------------- | -------------- | ------ | ------------------------------------------------------------------------------- |
| 1.    | Paul Biedermann  | Schwimmen      | 3569   | Weltmeister und Weltrekord über 200 und 400 m Freistil                          |
| 2.    | Sebastian Vettel | Formel 1       | 2034   | vier Grand-Prix-Siege und Vizeweltmeister                                       |
| 3.    | Robert Harting   | Leichtathletik | 1437   | Diskus-Weltmeister                                                              |
| 4.    | Philipp Lahm     | Fußball        | 691    | WM-Qualifikation                                                                |
| 5.    | Arthur Abraham   | Boxen          | 685    | Box-Weltmeister im Mittelgewicht (2 Titelverteidigungen)                        |
| 6.    | Thomas Lurz      | Schwimmen      | 605    | Weltmeister über 5 und 10 km, Gesamtweltcupsieger                               |
| 7.    | Martin Schmitt   | Skispringen    | 540    | Vizeweltmeister auf der Großschanze                                             |
| 8.    | Tobias Angerer   | Skilanglauf    | 497    | Vizeweltmeister im Teamsprint und mit der Staffel WM-Bronze über 50 km Langlauf |
| 9.    | Martin Kaymer    | Golf           | 444    | Scottish Open Sieger                                                            |
| 10.   | Raúl Spank       | Leichtathletik | 364    | Weltmeisterschafts-Bronze im Hochsprung                                         |

## Frauen
| Platz | Sportler         | Sportart       | Punkte | Erfolge in 2009 |
| ----- | ---------------- | -------------- | ------ | --- |
| 1.    | Steffi Nerius    | Leichtathletik | 3443   | Speerwurf-Weltmeisterin                                                                                                |
| 2.    | Britta Steffen   | Schwimmen      | 2741   | Weltmeisterin und Weltrekord über 50 und 100 m Freistil                                                                |
| 3.    | Maria Riesch     | Ski Alpin      | 1934   | Weltmeisterin im Slalom und Gewinnerin des Slalomweltcups                                                              |
| 4.    | Kati Wilhelm     | Biathlon       | 1213   | Weltmeisterin im Sprint und Einzel Vizeweltmeisterin in der Verfolgung und mit der Staffel                             |
| 5.    | Ariane Friedrich | Leichtathletik | 782    | Halleneuropameisterin und Weltmeisterschafts-Bronze im Hochsprung                                                      |
| 6.    | Inka Grings      | Fußball        | 669    | Europameisterin, UEFA-Cup-Siegerin, DFB-Pokal-Siegerin Torschützenkönigin der Frauen-Bundesliga und der EM             |
| 7.    | Kathrin Hölzl    | Ski Alpin      | 566    | Weltmeisterin im Riesenslalom 2 Weltcupsiege im Riesenslalom (davon einer nach der Wahl)                               |
| 8.    | Jennifer Oeser   | Leichtathletik | 545    | Vizeweltmeisterin im Siebenkampf                                                                                       |
| 9.    | Jenny Wolf       | Eisschnelllauf | 412    | Gesamt-Weltcupsiegerin über 100 und 500 m Weltmeisterin über 500 m Vizeweltmeisterin im Sprint                         |
| 10.   | Britta Heidemann | Fechten        | 408    | Europameisterin im Degenfechten Erste Degenfechterin, die gleichzeitig Welt-, Europameisterin und Olympiasiegerin ist. |

## Mannschaften
| Platz | Sportler                                                                       | Sportart        | Punkte | Erfolge in 2009                                     |
| ----- | ------------------------------------------------------------------------------ | --------------- | ------ | --------------------------------------------------- |
| 1.    | Fußballnationalmannschaft der Frauen                                           | Fußball         | 2846   | Europameister                                       |
| 2.    | VfL Wolfsburg                                                                  | Fußball         | 1888   | Deutscher Meister                                   |
| 3.    | Deutschland-Achter                                                             | Rudern          | 1709   | Weltmeister                                         |
| 4.    | Aljona Savchenko und Robin Szolkowy                                            | Eiskunstlauf    | 1502   | Welt- und Europameister im Paarlaufen               |
| 5.    | Julius Brink und Jonas Reckermann                                              | Beachvolleyball | 1387   | Weltmeister                                         |
| 6.    | Tischtennis-Nationalteam Herren (Timo Boll, Dimitrij Ovtcharov, Christian Süß) | Tischtennis     | 1295   | Europameister                                       |
| 7.    | THW Kiel                                                                       | Handball        | 751    | Deutscher Handballmeister Champions-League-Finalist |
| 8.    | 4-mal-100-Meter-Staffel Frauen                                                 | Leichtathletik  | 529    | Weltmeisterschafts-Bronze                           |
| 9.    | FCR Duisburg                                                                   | Fußball         | 403    | UEFA-Cup-Sieger DFB-Pokal-Sieger                    |
| 10.   | Eisbären Berlin                                                                | Eishockey       | 396    | Deutscher Meister                                   |